# Bufor epizodyczny

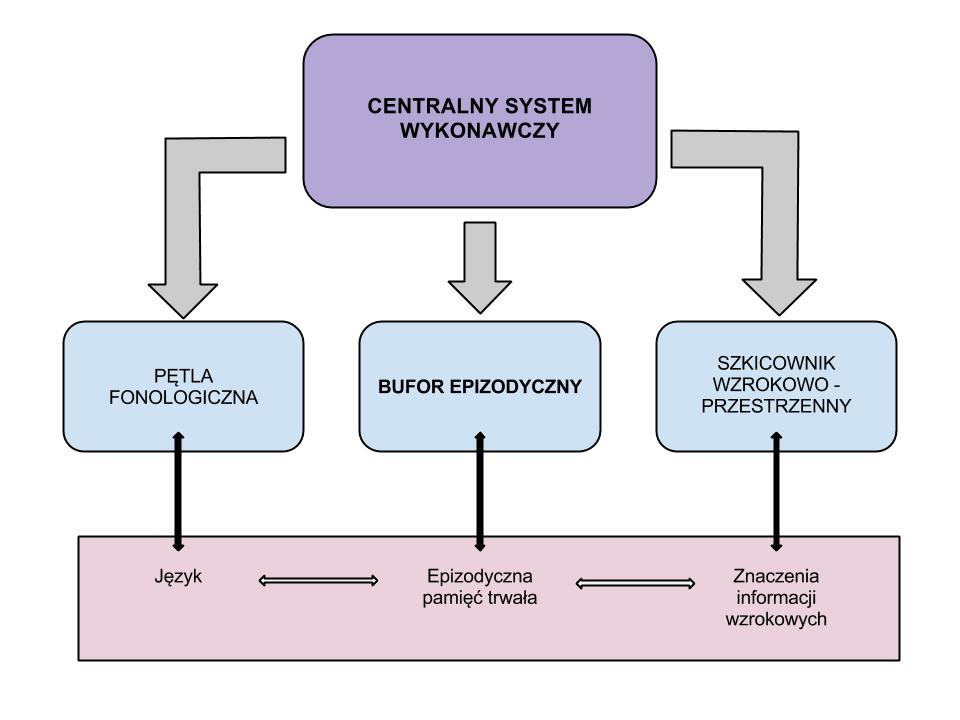
Model pamięci operacynej

Bufor epizodyczny – w teorii Alana Baddeleya jeden z czterech podstawowych podsystemów (składowych,  elementów) pamięci roboczej. Wedle teorii Grahama Hitcha i Baddeleya pamięć robocza to wielokomponentowy system odpowiedzialny za przechowywanie informacji i kontrolę jej przetwarzania. Odgrywa ona zasadniczą rolę dla działania procesów poznawczych człowieka.
Cztery podsystemy pamięci roboczej to centralny system wykonawczy (ang. central executive) i podległe mu bufory pamięciowe – pętla fonologiczna (ang. phonological loop), szkicownik wzrokowo-przestrzenny (ang. visuo – spatial sketch – pad) i bufor epizodyczny.
Funkcją bufora epizodycznego jest przechowywanie złożonej informacji pochodzącej z kilku modalności. Przechowuje on w krótkim okresie zintegrowane epizody, tj. informacje reprezentowane jednocześnie za pomocą różnych kodów (wizualnego, werbalnego). Kontroluje go centralny system wykonawczy – to jego zadaniem jest zintegrowanie informacji z różnych źródeł. 
Przykładem epizodu zakodowanego przy pomocy bufora epizodycznego może być moment na przyjęciu urodzinowym, który kodowany jest z całym kontekstem – słyszanymi i rozumianymi słowami, obrazami i dźwiękami.

## Badania eksperymentalne

### Badanie Baddeleya z wykorzystaniem techniki zadań podwójnych
Badani otrzymali dwa zadania: pierwsze polegające na powtarzaniu cyfr – angażowało pamięć krótkotrwałą, drugim zadaniem był test rozumowania. Badanym odczytywano szeregi cyfr o coraz większej długości, które należało odtworzyć w tej samej kolejności, jednocześnie rozwiązując test rozumowania. 
Wyniki eksperymentu wykazały, że wprowadzenie dodatkowego obciążenia pamięci poprzez powtarzanie szeregu cyfr, spowodowały spadek szybkości rozumowania. Baddeley przeprowadził jeszcze wiele innych eksperymentów, których wyniki były podobne. Wnioskował więc, że pamięć operacyjna nie jest systemem jednolitym, ale złożonym z wzajemnie uzupełniających się podsystemów, które zapewniają jej większą elastyczność. 
Baddeley wyróżnił aktywne (centralny system wykonawczy, pętla fonologiczna, bufor epizodyczny i szkicownik wzrokowo-przestrzenny) i pasywne komponenty pamięci operacyjnej.